# Cyrtochilum megalophium
Cyrtochilum megalophium är en orkidéart som först beskrevs av John Lindley, och fick sitt nu gällande namn av Friedrich Fritz Wilhelm Ludwig Kraenzlin. Cyrtochilum megalophium ingår i släktet Cyrtochilum, och familjen orkidéer. Inga underarter finns listade i Catalogue of Life.